# Пријатељство, занат најстарији
„Пријатељство, занат најстарији” је југословенски ТВ филм из 1968. године. Режирао га је Александар Ђорђевић, а сценарио је написао Брана Црнчевић.

## Улоге
| Глумац                     | Улога         |
| -------------------------- | ------------- |
| Драгољуб Милосављевић Гула | Ото / Стеван  |
| Слободан Алигрудић         | Мото / Никола |
| Ружица Сокић               | Љиља          |
| Ташко Начић                | Мото 2.       |
| Вера Игњатовић             | Љиља 2        |
| Љиљана Цинцар Даниловић    | Хармоника     |
| Влада Јовановић            | Бас           |
| Ратко Сарић                | Пролог        |
| Босиљка Тасић              | Даире         |